# Lucio Dalla/Diskografie
Diese Diskografie ist eine Übersicht über die musikalischen Werke des italienischen Musikers Lucio Dalla. Den Schallplattenauszeichnungen zufolge hat er bisher mehr als 5,5 Millionen Tonträger verkauft, davon alleine in seiner Heimat über 4,5 Millionen. Seine erfolgreichste Veröffentlichung ist das Studioalbum Canzoni mit über einer Million verkauften Einheiten.

## Alben

### Studioalben
| Jahr | Titel Musiklabel                         | Höchstplatzierung, Gesamtwochen, AuszeichnungChartplatzierungen (Jahr, Titel, Musiklabel, Platzierungen, Wochen, Auszeichnungen, Anmerkungen) | Höchstplatzierung, Gesamtwochen, AuszeichnungChartplatzierungen (Jahr, Titel, Musiklabel, Platzierungen, Wochen, Auszeichnungen, Anmerkungen) | Höchstplatzierung, Gesamtwochen, AuszeichnungChartplatzierungen (Jahr, Titel, Musiklabel, Platzierungen, Wochen, Auszeichnungen, Anmerkungen) | Höchstplatzierung, Gesamtwochen, AuszeichnungChartplatzierungen (Jahr, Titel, Musiklabel, Platzierungen, Wochen, Auszeichnungen, Anmerkungen) | Anmerkungen |
| Jahr | Titel Musiklabel                         | IT | DE | AT | CH | Anmerkungen |
| ---- | ---------------------------------------- | --- | --- | --- | --- | --- |
| 1966 | 1999 ARC                                 | — | — | — | — | Erstveröffentlichung: 1966 |
| 1970 | Terra di Gaibola RCA                     | — | — | — | — | Erstveröffentlichung: 1970 |
| 1971 | Storie di casa mia RCA                   | — | — | — | — | Erstveröffentlichung: 1971 |
| 1973 | Il giorno aveva cinque teste RCA         | — | — | — | — | Erstveröffentlichung: 1973 |
| 1975 | Anidride solforosa RCA                   | — | — | — | — | Erstveröffentlichung: 20. Januar 1975 |
| 1976 | Automobili RCA                           | IT22 (3 Wo.)IT | — | — | — | Erstveröffentlichung: 14. März 1976 2012 Platz 69 (1 Woche) der FIMI-Charts                                                              |
| 1977 | Come è profondo il mare RCA              | IT9 (35 Wo.)IT | — | — | — | Erstveröffentlichung: September 1977 2012/2022 Platz 65 (5 Wochen) der FIMI-Charts                                                       |
| 1978 | Lucio Dalla RCA                          | IT2 Platin (2022) · (71 Wo.)IT | — | — | — | Erstveröffentlichung: 1978 2001 Platz 69 (2 Wochen) der FIMI-Charts 2012 Platz 33 (9 Wochen) der FIMI-Charts Verkäufe: + 50.000          |
| 1980 | Dalla RCA                                | IT1 Platin (2022) · (38 Wo.)IT | — | — | — | Erstveröffentlichung: September 1980 2012 Platz 43 (7 Wochen) der FIMI-Charts 2023 Platz 63 (1 Woche) der FIMI-Charts Verkäufe: + 50.000 |
| 1983 | 1983 RCA                                 | IT1 (26 Wo.)IT | — | — | — | Erstveröffentlichung: April 1983 |
| 1984 | Viaggi organizzati Pressing              | IT1 (18 Wo.)IT | — | — | — | Erstveröffentlichung: 4. September 1984                                                                                                  |
| 1985 | Lucio Dalla / Marco Di Marco Fonit Cetra | — | — | — | — | mit Marco Di Marco |
| 1986 | Bugie Pressing                           | IT1 Platin · (26 Wo.)IT | — | — | CH11 (9 Wo.)CH | Erstveröffentlichung: 4. Januar 1986 Verkäufe: + 500.000                                                                                 |
| 1988 | Dalla/Morandi RCA/Ariola                 | IT1 (43 Wo.)IT | — | — | — | Erstveröffentlichung: 9. Juni 1988 mit Gianni Morandi 2012 Platz 48 (5 Wochen) der FIMI-Charts                                           |
| 1988 | Dalla/Morandi in Europa RCA/Ariola       | IT18 (4 Wo.)IT | — | — | — | Erstveröffentlichung: 1988 mit Gianni Morandi                                                                                            |
| 1990 | Cambio Pressing                          | IT1 (34 Wo.)IT | — | — | CH16 (21 Wo.)CH | Erstveröffentlichung: 11. September 1990 2012 Platz 76 (2 Wochen) der FIMI-Charts Verkäufe: + 1.200.000;                                 |
| 1993 | Henna Pressing                           | IT5 (15 Wo.)IT | — | — | CH35 (4 Wo.)CH | Erstveröffentlichung: 2. Dezember 1993 Verkäufe: + 300.000                                                                               |
| 1996 | Canzoni Pressing / BMG Ricordi           | IT1 (51 Wo.)IT | — | — | CH17 Gold · (23 Wo.)CH | Erstveröffentlichung: 5. September 1996 Verkäufe: + 1.000.000                                                                            |
| 1999 | Ciao Pressing                            | IT1 ×2Doppelplatin · (22 Wo.)IT | — | — | CH31 (5 Wo.)CH | Erstveröffentlichung: 9. September 1999 Verkäufe: + 200.000                                                                              |
| 2001 | Luna Matana Pressing                     | IT4 (24 Wo.)IT | — | — | — | Erstveröffentlichung: 12. Oktober 2001                                                                                                   |
| 2003 | Lucio Pressing                           | IT3 (19 Wo.)IT | — | — | — | Erstveröffentlichung: 28. November 2003                                                                                                  |
| 2007 | Il contrario di me Pressing              | IT8 (19 Wo.)IT | — | — | — | Erstveröffentlichung: 29. Juni 2007 |
| 2009 | Angoli nel cielo Pressing                | IT18 (13 Wo.)IT | — | — | — | Erstveröffentlichung: 6. November 2009                                                                                                   |
| 2020 | Dalla (2020 Reissue, Legacy Edition)     | IT11 (2 Wo.)IT | — | — | — | Erstveröffentlichung: 13. November 2020                                                                                                  |

grau schraffiert: keine Chartdaten aus diesem Jahr verfügbar

### Q disc
| Jahr | Titel Musiklabel         | Höchstplatzierung, Gesamtwochen, AuszeichnungChartplatzierungen (Jahr, Titel, Musiklabel, Platzierungen, Wochen, Auszeichnungen, Anmerkungen) | Höchstplatzierung, Gesamtwochen, AuszeichnungChartplatzierungen (Jahr, Titel, Musiklabel, Platzierungen, Wochen, Auszeichnungen, Anmerkungen) | Höchstplatzierung, Gesamtwochen, AuszeichnungChartplatzierungen (Jahr, Titel, Musiklabel, Platzierungen, Wochen, Auszeichnungen, Anmerkungen) | Höchstplatzierung, Gesamtwochen, AuszeichnungChartplatzierungen (Jahr, Titel, Musiklabel, Platzierungen, Wochen, Auszeichnungen, Anmerkungen) | Anmerkungen                                                              |
| Jahr | Titel Musiklabel         | IT | DE | AT | CH | Anmerkungen                                                              |
| ---- | ------------------------ | --- | --- | --- | --- | ------------------------------------------------------------------------ |
| 1981 | Lucio Dalla / Q-disc RCA | IT2 (21 Wo.)IT | — | — | — | Erstveröffentlichung: Juni 1981 Qdisc-Format mit vier enthaltenen Titeln |

grau schraffiert: keine Chartdaten aus diesem Jahr verfügbar

### Livealben (Auswahl)
| Jahr | Titel Musiklabel                                                 | Höchstplatzierung, Gesamtwochen, AuszeichnungChartplatzierungen (Jahr, Titel, Musiklabel, Platzierungen, Wochen, Auszeichnungen, Anmerkungen) | Höchstplatzierung, Gesamtwochen, AuszeichnungChartplatzierungen (Jahr, Titel, Musiklabel, Platzierungen, Wochen, Auszeichnungen, Anmerkungen) | Höchstplatzierung, Gesamtwochen, AuszeichnungChartplatzierungen (Jahr, Titel, Musiklabel, Platzierungen, Wochen, Auszeichnungen, Anmerkungen) | Höchstplatzierung, Gesamtwochen, AuszeichnungChartplatzierungen (Jahr, Titel, Musiklabel, Platzierungen, Wochen, Auszeichnungen, Anmerkungen) | Anmerkungen |
| Jahr | Titel Musiklabel                                                 | IT | DE | AT | CH | Anmerkungen |
| ---- | ---------------------------------------------------------------- | --- | --- | --- | --- | --- |
| 1979 | Banana Republic RCA                                              | IT1 Gold (2019) · (39 Wo.)IT | — | — | — | Erstveröffentlichung: 28. Juli 1979 mit Francesco De Gregori 2012 Platz 27 (8 Wochen) der FIMI-Charts Verkäufe: + 25.000                     |
| 1986 | DallAmeriCaruso RCA                                              | IT4 Gold (2012) · (28 Wo.)IT | — | — | — | Erstveröffentlichung: 10. Oktober 1986 2009 Platz 4 (15 Wochen) der FIMI-Charts 2000 Platz 19 (11 Wochen) der FIMI-Charts Verkäufe: + 30.000 |
| 1992 | Amen Pressing                                                    | IT4 (8 Wo.)IT | — | — | — | Erstveröffentlichung: 1992 |
| 2008 | La neve con la luna… Pressing                                    | IT26 (8 Wo.)IT | — | — | — | Erstveröffentlichung: 25. Januar 2008 |
| 2010 | Work in Progress Pressing                                        | IT4 (60 Wo.)IT | — | — | — | Erstveröffentlichung: 11. November 2010 mit Francesco De Gregori                                                                             |
| 2013 | In quella notte di stelle Sony                                   | IT47 (4 Wo.)IT | — | — | — | Erstveröffentlichung: 1. Oktober 2013 postum, mit Stefano Di Battista Jazz Quartet                                                           |
| 2023 | Dallamericaruso - Live at Village Gate, New York 23/03/1986 Sony | IT16 (… Wo.)IT | — | — | — | Erstveröffentlichung: 20. November 2023 |

grau schraffiert: keine Chartdaten aus diesem Jahr verfügbar

### Kompilationen (Auswahl)
| Jahr | Titel Musiklabel                         | Höchstplatzierung, Gesamtwochen, AuszeichnungChartplatzierungen (Jahr, Titel, Musiklabel, Platzierungen, Wochen, Auszeichnungen, Anmerkungen) | Höchstplatzierung, Gesamtwochen, AuszeichnungChartplatzierungen (Jahr, Titel, Musiklabel, Platzierungen, Wochen, Auszeichnungen, Anmerkungen) | Höchstplatzierung, Gesamtwochen, AuszeichnungChartplatzierungen (Jahr, Titel, Musiklabel, Platzierungen, Wochen, Auszeichnungen, Anmerkungen) | Höchstplatzierung, Gesamtwochen, AuszeichnungChartplatzierungen (Jahr, Titel, Musiklabel, Platzierungen, Wochen, Auszeichnungen, Anmerkungen) | Anmerkungen |
| Jahr | Titel Musiklabel                         | IT | DE | AT | CH | Anmerkungen |
| ---- | ---------------------------------------- | --- | --- | --- | --- | --- |
| 1985 | The Best of Lucio Dalla RCA              | IT10 Gold · (18 Wo.)IT | — | AT38 (2 Wo.)AT | CH43 (3 Wo.)CH | Erstveröffentlichung: 1985; CH-Charteinstieg erst 2000 2012 Platz 12 (2 Wochen) der FIMI-Charts und AT-Charteinstieg Verkäufe: + 250.000 |
| 1998 | Gli anni 70 RCA                          | IT16 (9 Wo.)IT | — | — | — | Erstveröffentlichung: 17. März 1998 |
| 2002 | Caro amico ti scrivo…                    | IT3 Platin (2013) · (51 Wo.)IT | — | AT70 (2 Wo.)AT | CH29 (5 Wo.)CH | Erstveröffentlichung: 29. Oktober 2002 AT- und CH-Charteinstieg 2012 Verkäufe: + 60.000                                                  |
| 2006 | Successi… Emozioni e magia               | IT71 (1 Wo.)IT | — | — | — | Erstveröffentlichung: 2006 |
| 2006 | 12000 lune                               | IT1 ×2Doppelplatin (2016) · (79 Wo.)IT | — | — | CH75 (1 Wo.)CH | Erstveröffentlichung: 20. September 2006 Verkäufe: + 100.000                                                                             |
| 2009 | Gli album originali                      | IT78 (1 Wo.)IT | — | — | — | Erstveröffentlichung: 2009 |
| 2011 | Questo è amore                           | IT9 (13 Wo.)IT | — | — | CH46 (2 Wo.)CH | Erstveröffentlichung: 8. November 2011                                                                                                   |
| 2012 | Qui dove il mare luccica                 | IT4 Platin · (72 Wo.)IT | — | — | — | Erstveröffentlichung: 27. November 2012 Verkäufe: + 50.000                                                                               |
| 2013 | Roberto Roversi – Nevica sulla mia mano  | IT70 (1 Wo.)IT | — | — | — | Erstveröffentlichung: 19. November 2013                                                                                                  |
| 2014 | Grandi interpreti italiani – Lucio Dalla | IT89 (1 Wo.)IT | — | — | — | |
| 2015 | Trilogia                                 | IT76 (4 Wo.)IT | — | — | — | Erstveröffentlichung: 27. November 2015                                                                                                  |
| 2018 | Duvudubà                                 | IT10 Gold · (16 Wo.)IT | — | — | — | Erstveröffentlichung: 26. Oktober 2018 Verkäufe: + 25.000                                                                                |
| 2021 | Geniale – Nuova Edizione 2021            | IT30 (1 Wo.)IT | — | — | — | Erstveröffentlichung: 12. März 2021 |

Weitere Kompilationen
- 1995: Atento al lobo (nur in Lateinamerika veröffentlicht)

## Singles (Auswahl)
Anmerkung: In der Woche um Dallas Tod (27. Februar – 4. März 2012) stiegen 29 seiner Lieder gleichzeitig in die Singlecharts ein.

| Jahr | Titel Album                                            | Höchstplatzierung, Gesamtwochen, AuszeichnungChartplatzierungen (Jahr, Titel, Album, Platzierungen, Wochen, Auszeichnungen, Anmerkungen) | Höchstplatzierung, Gesamtwochen, AuszeichnungChartplatzierungen (Jahr, Titel, Album, Platzierungen, Wochen, Auszeichnungen, Anmerkungen) | Höchstplatzierung, Gesamtwochen, AuszeichnungChartplatzierungen (Jahr, Titel, Album, Platzierungen, Wochen, Auszeichnungen, Anmerkungen) | Höchstplatzierung, Gesamtwochen, AuszeichnungChartplatzierungen (Jahr, Titel, Album, Platzierungen, Wochen, Auszeichnungen, Anmerkungen) | Anmerkungen                                                                                                 |
| Jahr | Titel Album                                            | IT | DE | AT | CH | Anmerkungen                                                                                                 |
| ---- | ------------------------------------------------------ | --- | --- | --- | --- | --- |
| 1971 | 4 marzo 1943 Storie di casa mia                        | IT1 Platin (2021) · (20 Wo.)IT | — | — | — | 2012 Platz 6 (5 Wochen) der FIMI-Charts Verkäufe: + 90.000                                                  |
| 1972 | Piazza grande –                                        | IT10 ×2Doppelplatin (2024) · (8 Wo.)IT                                                                                                   | — | — | — | 2012 Platz 7 (5 Wochen) der FIMI-Charts Verkäufe: + 200.000                                                 |
| 1979 | Ma come fanno i marinai Banana Republic                | IT6 (19 Wo.)IT | — | — | — | mit Francesco De Gregori                                                                                    |
| 1988 | Dimmi dimmi Dalla/Morandi                              | IT11 (8 Wo.)IT | — | — | — | mit Gianni Morandi                                                                                          |
| 1990 | Attenti al lupo Cambio                                 | IT1 Platin (2023) · (20 Wo.)IT | — | — | CH25 (2 Wo.)CH | mit Remix von DJ Lelewel 2012 Platz 17 (3 Wochen) der FIMI-Charts CH-Charteinstieg 2012 Verkäufe: + 100.000 |
| 1994 | Liberi Henna                                           | IT19 (2 Wo.)IT | — | — | — | |
| 1996 | Canzone Canzoni                                        | IT6 Platin (2021) · (7 Wo.)IT | DE79 (5 Wo.)DE | — | CH42 (1 Wo.)CH | 2012 Platz 16 (4 Wochen) der FIMI-Charts CH-Charteinstieg 2012 Verkäufe: + 70.000                           |
| 2011 | Meri Luis Questo è amore                               | IT19 (1 Wo.)IT | — | — | — | mit Marco Mengoni                                                                                           |
| 2012 | Caruso DallAmeriCaruso (1986)                          | IT2 ×2Doppelplatin · (8 Wo.)IT | DE61 (1 Wo.)DE | AT43 (1 Wo.)AT | CH16 (3 Wo.)CH | DE- und AT-Charteinstieg 2015 Verkäufe: + 200.000                                                           |
| 2012 | L’anno che verrà Lucio Dalla (1979)                    | IT9 ×2Doppelplatin · (5 Wo.)IT | — | — | CH54 (1 Wo.)CH | Verkäufe: + 200.000                                                                                         |
| 2012 | Tu non mi basti mai Canzoni (1996)                     | IT12 Platin · (4 Wo.)IT | — | — | — | Verkäufe: + 100.000                                                                                         |
| 2012 | Anna e Marco Lucio Dalla (1979)                        | IT14 ×2Doppelplatin · (4 Wo.)IT | — | — | — | Verkäufe: + 200.000                                                                                         |
| 2012 | Futura Dalla (1980)                                    | IT19 Platin · (3 Wo.)IT | — | — | — | Verkäufe: + 100.000                                                                                         |
| 2012 | Come è profondo il mare Come è profondo il mare (1977) | IT20 (3 Wo.)IT | — | — | — | |
| 2012 | Se io fossi un angelo Bugie (1986)                     | IT25 (2 Wo.)IT | — | — | — | |
| 2012 | Le rondini Cambio (1990)                               | IT28 (2 Wo.)IT | — | — | — | |
| 2012 | Disperato erotico stomp Come è profondo il mare (1977) | IT29 Platin · (2 Wo.)IT | — | — | — | Verkäufe: + 100.000                                                                                         |
| 2012 | Balla balla ballerino Dalla (1980)                     | IT31 Gold · (2 Wo.)IT | — | — | — | Verkäufe: + 50.000                                                                                          |
| 2012 | Cara Dalla (1980)                                      | IT33 Platin · (2 Wo.)IT | — | — | — | Verkäufe: + 100.000                                                                                         |
| 2012 | Cosa sarà Lucio Dalla (1979)                           | IT42 Gold · (2 Wo.)IT | — | — | — | Verkäufe: + 50.000; mit Francesco De Gregori                                                                |
| 2012 | Ayrton Canzoni (1996)                                  | IT46 (2 Wo.)IT | — | — | — | |
| 2012 | Nuvolari Automobili                                    | IT48 (1 Wo.)IT | — | — | — | |
| 2012 | Ciao Ciao (1999)                                       | IT53 (2 Wo.)IT | — | — | — | |
| 2012 | L’ultima luna Lucio Dalla (1979)                       | IT59 (2 Wo.)IT | — | — | — | |
| 2012 | La sera dei miracoli Dalla (1980)                      | IT63 Platin · (2 Wo.)IT | — | — | — | Verkäufe: + 100.000                                                                                         |
| 2012 | Quale allegria Come è profondo il mare (1977)          | IT69 (1 Wo.)IT | — | — | — | |
| 2012 | Il gigante e la bambina Storie di casa mia (1971)      | IT73 (1 Wo.)IT | — | — | — | |
| 2012 | Apriti cuore Cambio (1990)                             | IT78 (1 Wo.)IT | — | — | — | |
| 2012 | Felicità Dalla/Morandi                                 | IT79 (1 Wo.)IT | — | — | — | mit Gianni Morandi                                                                                          |
| 2012 | Milano Lucio Dalla (1979)                              | IT87 (1 Wo.)IT | — | — | — | |
| 2012 | Occhi di ragazza Terra di Gaibola (1970)               | IT90 (1 Wo.)IT | — | — | — | |
| 2012 | Telefonami tra vent’anni Lucio Dalla / Qdisc (1981)    | IT98 (1 Wo.)IT | — | — | — | |

grau schraffiert: keine Chartdaten aus diesem Jahr verfügbar

## Statistik

### Chartauswertung
|                     | IT     | DE    | AT    | CH    |
| ------------------- | ------ | ----- | ----- | ----- |
| Nummer-eins-Alben   | IT10IT | DE—DE | AT—AT | CH—CH |
| Top-10-Alben        | IT24IT | DE—DE | AT—AT | CH—CH |
| Alben in den Charts | IT37IT | DE—DE | AT2AT | CH9CH |

|                       | IT     | DE    | AT    | CH    |
| --------------------- | ------ | ----- | ----- | ----- |
| Nummer-eins-Singles   | IT2IT  | DE—DE | AT—AT | CH—CH |
| Top-10-Singles        | IT7IT  | DE—DE | AT—AT | CH—CH |
| Singles in den Charts | IT33IT | DE2DE | AT1AT | CH4CH |

### Auszeichnungen für Musikverkäufe
| Platin-Schallplatte - Chile - 1995: für das Album Atento al lobo - Europa - 1997: für das Album Canzoni |

Anmerkung: Auszeichnungen in Ländern aus den Charttabellen bzw. Chartboxen sind in ebendiesen zu finden.
| Land/RegionAuszeichnungen für Musikverkäufe (Land/Region, Auszeichnungen, Verkäufe, Quellen) | Gold     | Platin       | Verkäufe    | Quellen         |
| -------------------------------------------------------------------------------------------- | -------- | ------------ | ----------- | --------------- |
| Chile (IFPI)                                                                                 | —        | Platin1      | 25.000      | Einzelnachweise |
| Europa (IFPI)                                                                                | —        | Platin1      | (1.000.000) | ifpi.org        |
| Italien (FIMI)                                                                               | 6× Gold6 | 25× Platin25 | 4.510.000   | fimi.it         |
| Schweiz (IFPI)                                                                               | Gold1    | —            | 25.000      | hitparade.ch    |
| Insgesamt                                                                                    | 7× Gold7 | 27× Platin27 |             |                 |

## Belege
1. 1 2 3 4  Chartquellen (Alben):
  - Guido Racca: M&D Borsa Album 1964–2019. Selbstverlag, 2019, ISBN 978-1-09-470500-2, S. 148 f.
  - Guido Racca & Chartitalia: Top 100 FIMI Album. Lulu, 2013, S. 94 f.
  - Alben von Lucio Dalla. In: Italiancharts.com. Hung Medien, abgerufen am 21. August 2017 (IT).
  - Alben von Lucio Dalla. In: Austriancharts.at. Hung Medien, abgerufen am 21. August 2017 (AT).
  - Alben von Lucio Dalla. In: Hitparade.ch. Hung Medien, abgerufen am 28. August 2017 (italienisch, CH).
2. 1 2  European Gold & Platinum Awards 1986. In: Music & Media. Band 3, Nr. 51/52. EMR & Billboard, 27. Dezember 1986, S. 33 (World Radio History [PDF; abgerufen am 16. Januar 2022]).
3. 1 2  David Stansfield: Italian Exports. In: Billboard. 2. Juli 1994, S. 76 (worldradiohistory.com [PDF; abgerufen am 19. Januar 2022]).
4. ↑  Musica: Classifiche, Dalla al primo posto con ‘Ciao’. adnkronos.com, 21. September 1999, abgerufen am 19. Januar 2022 (italienisch).
5. ↑  Chartquellen (Singles):
  - Guido Racca: M&D Borsa Singoli 1960–2019. Selbstverlag, 2019, ISBN 978-1-09-326490-6, S. 176.
  - Guido Racca & Chartitalia: Top 100 FIMI Singoli. Lulu, 2013, S. 83 f.
  - Archivio classifiche Top Singoli. FIMI, abgerufen am 6. März 2022 (italienisch).
  - Lucio Dalla. In: Offizielle deutsche Charts. GfK Entertainment, abgerufen am 21. August 2017 (DE).
  - Singles von Lucio Dalla. In: Austriancharts.at. Hung Medien, abgerufen am 21. August 2017 (AT).
  - Singles von Lucio Dalla. In: Hitparade.ch. Hung Medien, abgerufen am 28. August 2017 (italienisch, CH).
6. ↑  MUSICA: A DALLA DISCO PLATINO SUDAMERICANO. In: adnkronos.com. 10. Februar 1995, abgerufen am 1. März 2022 (spanisch).